# Херболцхајм
Херболцхајм (њем. Herbolzheim) град је у њемачкој савезној држави Баден-Виртемберг. Једно је од 24 општинска средишта округа Емендинген. Према процјени из 2010. у граду је живјело 9.895 становника. Посједује регионалну шифру (AGS) 8316017.

## Географски и демографски подаци
Херболцхајм се налази у савезној држави Баден-Виртемберг у округу Емендинген. Град се налази на надморској висини од 177 метара. Површина општине износи 35,5 km². У самом граду је, према процјени из 2010. године, живјело 9.895 становника. Просјечна густина становништва износи 279 становника/km².

## Међународна сарадња
| Мјесто   | Држава    | Врста сарадње | Од    |
| -------- | --------- | ------------- | ----- |
| Систерон | Француска | партнерство   | 1975. |
| Извор    |           |               |       |